# جاك سومرز
جاك سومرز (بالإنجليزية: John Sommers)‏ هو لاعب كرة قدم أمريكية أمريكي، ولد في 9 فبراير 1917، وتوفي في 1975.